# Нов град
Нов град (на гръцки: Βέγορα, Вегора, до 1926 година Νεογράδ, Неоград) е село в Егейска Македония, Гърция, в дем Суровичево (Аминдео), област Западна Македония.

## География
Селото е разположено на 6 километра северно от Чалджиево (Филотас) и на 4 километра югоизточно от град Суровичево (Аминдео) в коловината Саръгьол. В миналото Нов град е разположено на югозападния бряг на Островското езеро (Вегоритида), но днес езерото се е отдръпнало на север.

## История
На южния бряг на Островското езеро в местностите Цаирия тис Еклисиас и Ниси има открити праисторически селища, които в 1962 и в 1966 година са обявени за паметници на културата.

### В Османската империя
Според „Етнография на вилаетите Адрианопол, Монастир и Салоника“, издадена в Константинопол в 1878 година и отразяваща статистиката на населението от 1873 година, Новиград (Novigrad) е село в каза Джумали с 20 домакинства и 38 жители мюсюлмани.
В 1889 година Стефан Веркович пише за Нов град:
| „ | На половин час от гореспоменатото село [Елевиш], в гориста местност е разположено село Новоград с 60 мохамедански къщи. Данъкът им е 8200 пиастри. Жителите му се занимават със земеделие и скотовъдство. Почвата на това село произвежда особен сорт лук, известен като кромит. | “ |

Според статистиката на Васил Кънчов („Македония. Етнография и статистика“) в 1900 година Нови Градъ има 500 жители турци и 70 цигани.
На Етнографската карта на Битолския вилает на Картографския институт в София от 1901 година Новиград е чисто турско село в Леринската каза на Битолския санджак със 160 къщи.
При избухването на Балканската война в 1912 година един човек от Нов град е доброволец в Македоно-одринското опълчение.

### В Гърция
През войната селото е окупирано от гръцки части и остава в Гърция след Междусъюзническата война. Боривое Милоевич пише в 1921 година („Южна Македония“), че Нови град има 200 къщи славяни християни. В 20-те години на ХХ век мюсюлманското население на Нов град е изселено в Турция, а на негово място са заселени понтийски гърци бежанци от Турция. В 1926 година селото е прекръстено на Вегора. В 1928 година Нов град е чисто бежанско с 89 бежански семейства и 308 жители бежанци.
В 1981 година селото има 469 жители. Според изследване от 1993 година селото е чисто бежанско като понтийският език в него е запазен на средно ниво.
В края на 1980-те жителите на Нов град влизат в конфликт за земя с жителите на съседното село Пътеле, населено от потомци на българи. И едните, и другите предявяват правото на собственост върху три хиляди и сто декара новопоявила се земя вследствие на постепенното свиване на Островското езеро. Когато в 1992 година жителите на Пътеле се обръщат към управителя на ном Лерин Пападопулос за обяснение защо на тях не им се дава земята, която им принадлежи, докато жителите на Вегора сеят и садят, Пападопулос отговаря:
| „ | Защото те са понтийци, а вие сте циганоскопяни. | “ |

Преброявания
- 1981 - 469 души
- 2001 - 479 души
- 2011 - 463 души

## Личности
Родени в Нов град
- Янаки Панайотов, опълченец от Македоно-одринското опълчение, нестроева рота на 8 костурска дружина[14]